# Liste der Kulturgüter in Renens
Die Liste der Kulturgüter in Renens enthält alle Objekte in der Gemeinde Renens im Kanton Waadt, die gemäss der Haager Konvention zum Schutz von Kulturgut bei bewaffneten Konflikten, dem Bundesgesetz vom 20. Juni 2014 über den Schutz der Kulturgüter bei bewaffneten Konflikten sowie der Verordnung vom 29. Oktober 2014 über den Schutz der Kulturgüter bei bewaffneten Konflikten unter Schutz stehen.
Objekte der Kategorie A sind im Gemeindegebiet nicht ausgewiesen, Objekte der Kategorie B sind vollständig in der Liste enthalten, Objekte der Kategorie C fehlen zurzeit (Stand: 13. Oktober 2021).

## Kulturgüter
| Foto |                                                                            | Objekt | Kat. | Typ | Standort                              | Beschreibung |
| ---- | -------------------------------------------------------------------------- | --- | ---- | --- | ------------------------------------- | ------------ |
| ja   | Datei hochladen                                                            | Katholische Kirche Saint-François d’Assise mit Kapelle und Sakristei / Église catholique Saint-François d’Assise avec chapelle et sacristie KGS-Nr.: 16918 | A    | G   | Rue de l’Avenir 21 534479 / 154535    |              |
| ja   | Datei hochladen · Wikidata zu Bahnhof Renens (Q3097393)                    | Bahnhof SBB / Gare CFF KGS-Nr.: 6425 | B    | G   | Place de la Gare 3 534047 / 154329    |              |
| ja   | Datei hochladen · Wikidata zu Landhaus Sur Roche mit Orangerie (Q29891462) | Sur Roche, Landhaus mit Orangerie / Sur Roche, maison de campagne avec orangerie KGS-Nr.: 6426                                                             | B    | G   | Chemin de la Roche 11 535321 / 153777 |              |